# Грабовещина (заказник)
Грабове́щина — ботанічний заказник місцевого значення в Україні. Розташований у межах Дубенського району Рівненської области, неподалік від села Владиславівка. 
Площа 4,3 га. Статус надано згідно з рішенням обласної ради від 27.03.2009 року № 226. Перебуває у віданні ДП СЛАП «Млинівський держспецлісгосп» (кв. 19, вид. 29, 30 34). 
Статус надано для збереження природного комплексу, який відзначається багатством флори, представленої також степовою рослинністю. Тут на порівняно невеликій території зростає 171 вид рослин, серед яких багато рідкісних, зокрема конюшина червонувата та вишня степова.